# أل ديكستر
أل ديكستر (بالإنجليزية: Al Dexter)‏ هو موسيقي ومغني ومغن مؤلف أمريكي، ولد في 4 مايو 1905 في جاكسونفيل في الولايات المتحدة، وتوفي في 28 يناير 1984 في دينتون في الولايات المتحدة.

## وصلات خارجية
- أل ديكستر على موقع IMDb (الإنجليزية)
- أل ديكستر على موقع ميوزك برينز (الإنجليزية)
- أل ديكستر على موقع ديسكوغز (الإنجليزية)